# 香港公園列表
以下是香港各個主要公園的列表：
也可以等級劃分：
- 香港島：香港公園、維多利亞公園、鰂魚涌公園
- 九龍半島：九龍公園、荔枝角公園、摩士公園、九龍仔公園、都會公園（規劃中）、九龍寨城公園
- 荃灣新市鎮（荃灣及葵涌）：城門谷公園、荃灣公園、中葵涌公園、葵涌公園
- 荃灣新市鎮（青衣）：青衣公園
- 沙田新市鎮：沙田公園
- 屯門新市鎮：屯門公園
- 元朗新市鎮：元朗公園
- 大埔新市鎮：大埔海濱公園
- 粉嶺／上水新市鎮：北區公園
- 天水圍新市鎮：天水圍公園
- 將軍澳新市鎮：香港單車館公園
- 沙田新市鎮（馬鞍山）：馬鞍山公園
- 北大嶼山新市鎮（東涌）：東涌北公園

## 香港島
| 名稱                 | 照片 | 位置                     | 座標                                            | 面積         | 落成日期                 | 參考         |
| -------------------- | ---- | ------------------------ | ----------------------------------------------- | ------------ | ------------------------ | ------------ |
| 瀑布灣公園           |      | 瀑布灣瀑布灣道           | 22°14′58″N 114°8′9″E / 22.24944°N 114.13583°E   |              | 1970年                   | [ 1 ]        |
| 鴨脷洲風之塔公園     |      | 鴨脷洲鴨脷洲邨旁         | 22°14′42″N 114°9′9″E / 22.24500°N 114.15250°E   | 2.62公頃     | 2009年9月28日            |              |
| 香港仔海濱公園       |      | 香港仔香港仔海傍道       | 22°14′49″N 114°9′19″E / 22.24694°N 114.15528°E  |              | 1992年                   |              |
| 鴨脷洲公園           |      | 鴨脷洲鴨脷洲大街         | 22°14′42″N 114°9′28″E / 22.24500°N 114.15778°E  |              |                          |              |
| 卑路乍灣公園         |      | 堅尼地城堅彌地城海旁38號 | 22°17′6″N 114°7′49″E / 22.28500°N 114.13028°E   | 3公頃        | 1999年                   |              |
| 山頂公園             |      | 太平山柯士甸山道         | 22°16′27″N 114°8′39″E / 22.27417°N 114.14417°E  |              | 1970年                   | [ 1 ]        |
| 柯士甸山遊樂場       |      | 太平山柯士甸山道         |                                                 |              |                          |              |
| 城西公園             |      | 半山區列堤頓道及柏道     |                                                 |              |                          |              |
| 干德道休憩花園       |      | 半山區干德道             |                                                 |              |                          |              |
| 香港佐治五世紀念公園 |      | 西營盤東邊街             | 22°17′8″N 114°8′40″E / 22.28556°N 114.14444°E   |              | 1954年3月29日            | [ 1 ]        |
| 中山紀念公園         |      | 西營盤干諾道西以北       | 22°17′22″N 114°8′44″E / 22.28944°N 114.14556°E  | 3.4公頃      | 1997年                   | [ 1 ] [ 2 ]  |
| 荷李活道公園         |      | 上環荷李活道186－190A號  | 22°17′10″N 114°8′51″E / 22.28611°N 114.14750°E  |              |                          | [ 1 ]        |
| 卜公花園             |      | 上環普慶坊               | 22°17′4″N 114°8′53″E / 22.28444°N 114.14806°E   |              | 19世紀末                 | [ 1 ] [ 3 ]  |
| 香港動植物公園       |      | 中環雅賓利道             | 22°16′39″N 114°9′21″E / 22.27750°N 114.15583°E  | 5.6公頃      | 1871年                   | [ 4 ] [ 5 ]  |
| 皇后像廣場           |      | 中環遮打道               | 22°16′52″N 114°9′35″E / 22.28111°N 114.15972°E  |              | 1896年5月28日            | [ 1 ]        |
| 遮打花園             |      | 中環遮打道               | 22°16′49″N 114°9′41″E / 22.28028°N 114.16139°E  |              | 1978年10月20日           | [ 1 ]        |
| 香港公園             |      | 中環紅棉路19號           | 22°16′38″N 114°9′41″E / 22.27722°N 114.16139°E  | 8公頃        | 1991年5月                | [ 5 ] [ 6 ]  |
| 中西區海濱長廊       |      | 西環至中環               |                                                 | 4.5公里      | 2009年至2018年分階段落成 |              |
| 添馬公園             |      | 金鐘夏慤道               | 22°24′14″N 114°16′58″E / 22.40389°N 114.28278°E | 17,000平方米 | 2011年                   |              |
| 夏慤花園             |      | 金鐘夏慤道               | 22°16′44″N 114°10′0″E / 22.27889°N 114.16667°E  |              | 1995年                   | [ 1 ]        |
| 灣仔公園             |      | 灣仔皇后大道東           | 22°16′32″N 114°10′34″E / 22.27556°N 114.17611°E |              | 1991年                   | [ 1 ]        |
| 灣仔海濱長廊         |      | 灣仔鴻興道               | 22°16′58″N 114°10′42″E / 22.28278°N 114.17833°E | 1.2公頃      | 2007年4月1日             |              |
| 維多利亞公園         |      | 銅鑼灣興發街             | 22°16′58″N 114°11′21″E / 22.28278°N 114.18917°E | 19公頃       | 1957年10月               | [ 5 ] [ 7 ]  |
| 賽西湖公園           |      | 寶馬山寶馬山道           | 22°17′12″N 114°12′7″E / 22.28667°N 114.20194°E  | 2,400平方米  | 1985年                   | [ 1 ]        |
| 鰂魚涌公園           |      | 鰂魚涌近海堤街           | 22°17′17″N 114°13′5″E / 22.28806°N 114.21806°E  | 9.79公頃     | 1994年6月17日            | [ 5 ] [ 8 ]  |
| 愛秩序灣公園         |      | 筲箕灣愛禮街             | 22°16′57″N 114°13′46″E / 22.28250°N 114.22944°E | 2.2公頃      | 2011年4月                | [ 9 ]        |
| 柴灣公園             |      | 柴灣翠灣街               | 22°15′59″N 114°14′19″E / 22.26639°N 114.23861°E | 7.13公頃     | 1993年4月21日            | [ 5 ] [ 10 ] |
| 赤柱馬坑公園         |      | 馬坑赤柱大街             |                                                 | 5公頃        | 2010年秋                 | [ 11 ]       |

## 九龍
- 九龍公園
- 摩士公園
- 南昌公園
- 紅磡海濱都市公園規劃中，佔地約2.2公頃，連接一條長170米的海濱

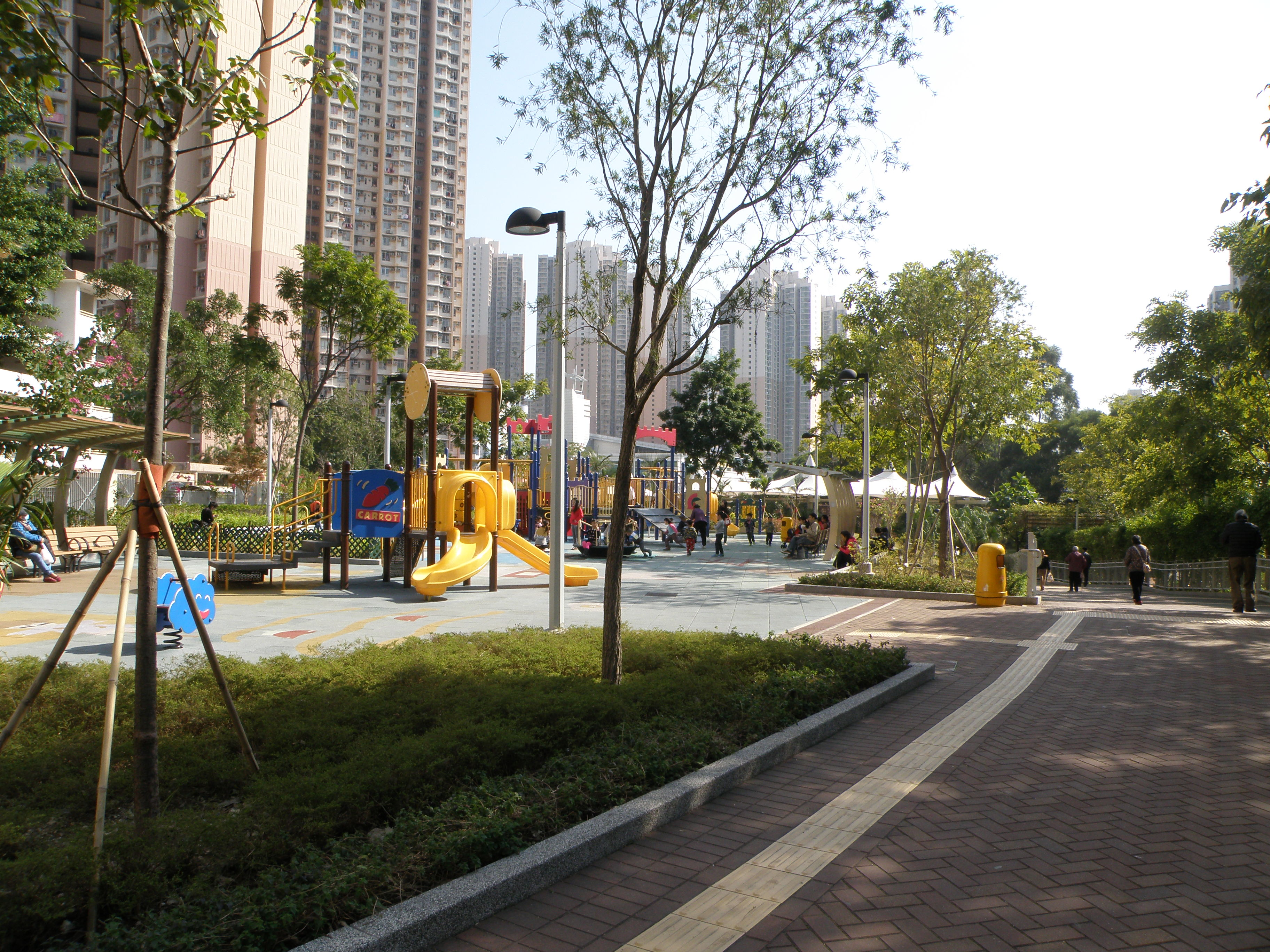
秀明道公園

- 九龍仔公園
- 市政局百週年紀念花園
- 尖沙咀海濱花園
- 九龍佐治五世紀念公園
- 蝴蝶谷道寵物公園
- 通州街公園
- 深水埗公園
- 櫻桃街公園
- 海輝道花園
- 海輝道海濱花園
- 石硤尾公園
- 歌和老街公園
- 花墟公園
- 荔枝角公園
- 上李屋花園
- 高山道公園
- 和黃公園
- 世運公園
- 海心公園
- 斧山公園
- 鳳德公園
- 牛池灣公園
- 坪石遊樂場
- 佐敦谷遊樂場
- 秀明道公園
- 秀茂坪紀念公園
- 藍田公園
- 賈炳達道公園（連接九龍寨城公園）
- 聯合道公園
- 樂群街公園
- 麗港公園
- 園圃街雀鳥花園（雀仔街）
- 漢花園（李鄭屋漢墓）
- 訊號山公園
- 宋王臺公園
- 九龍寨城公園
- 土瓜灣遊樂場
- 彩虹道遊樂場
- 晒草灣遊樂場
- 南蓮園池
- 西貢街公園
- 蒲崗村道公園
- 彩榮路公園
- 彩禧路公園
- 九龍灣公園
- 九龍灣遊樂場
- 忠義街花園
- 觀塘碼頭廣場
- InPARK（前稱駿業街遊樂場）
- 安秀道公園

## 新界東北
- 北區公園
- 保榮路遊樂場
- 安樂門街遊樂場
- 粉嶺康樂公園
- 粉嶺遊樂場

- 大埔海濱公園
- 完善公園
- 元洲仔公園
- 梅樹坑遊樂場
- 大埔舊墟遊樂場
- 大埔中央廣場
- 芊色花園（私人發展）
- 白石角海濱長廊

## 新界南

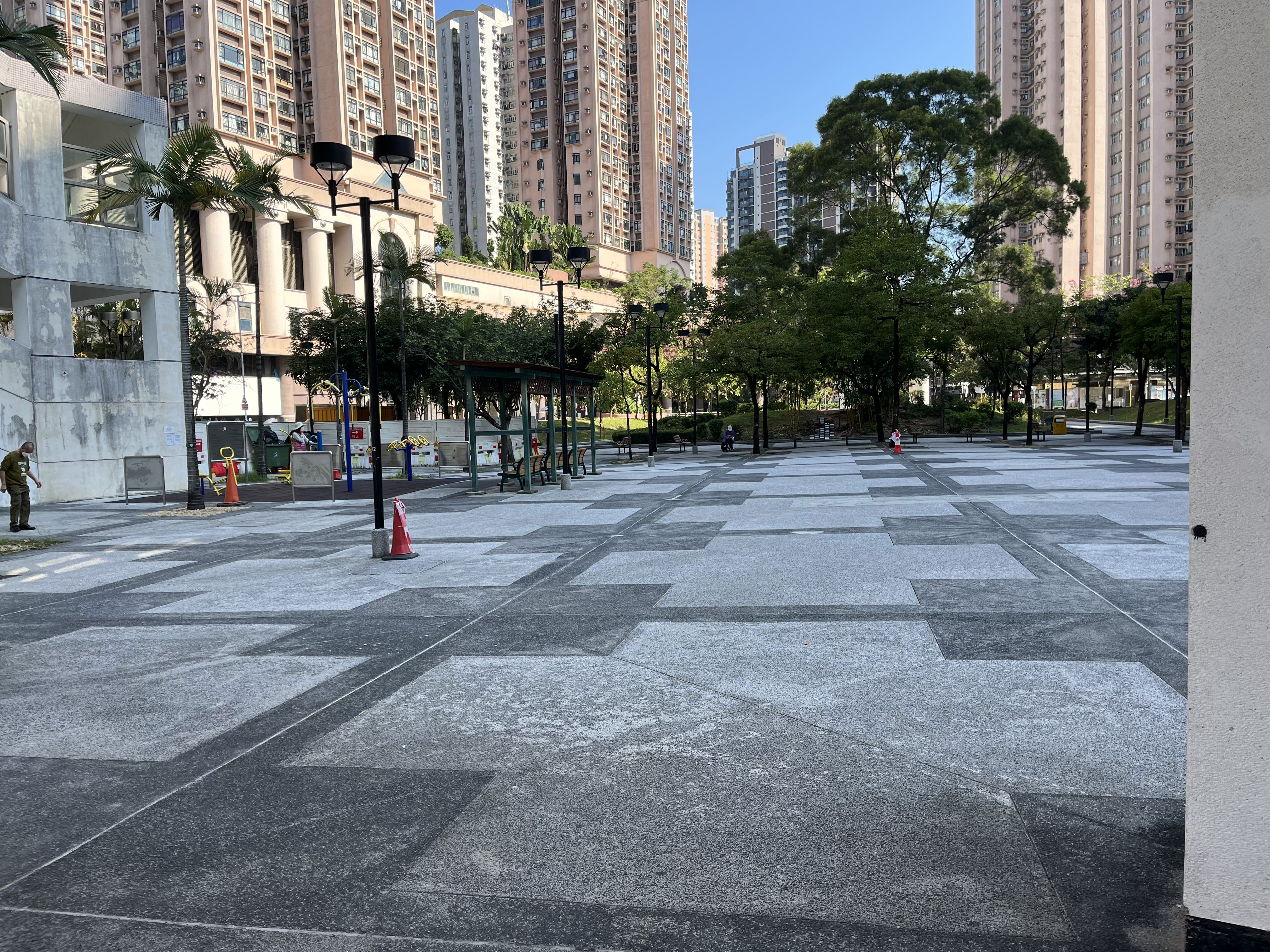
鞍誠街花園

- 彭福公園
- 沙田公園
- 城市藝坊
- 圓洲角公園
- 小瀝源路遊樂場
- 曾大屋遊樂場
- 馬鞍山公園
- 馬鞍山遊樂場
- 馬鞍山海濱長廊
- 鞍祿街公園
- 鞍誠街花園

## 新界東南
- 寶翠公園
- 寶康公園
- 培成花園
- 坑口文曲里公園
- 唐明街公園（連接唐明街休憩處）
- 香港單車館公園
- 將軍澳海濱公園
- 將軍澳南海濱長廊
- 日出公園（只供日出康城住客使用）

## 新界西北
- 天水圍公園
- 屯門公園
- 元朗公園
- 香港濕地公園
- 蝴蝶灣公園
- 天水圍天河路遊樂場

## 新界西南
- 荃灣公園
- 荃灣海濱公園
- 青衣海濱公園
- 青衣東北公園
- 城門谷公園

- 葵涌公園
- 中葵涌公園
- 葵涌新區公園
- 梨木道公園
- 青衣公園
- 西樓角花園
- 德華公園
- 楊小坑錦簇花園

## 新界西南大嶼山
- 東涌北公園